# Mystus nigriceps
Mystus nigriceps es una especie de peces de la familia Bagridae en el orden de los Siluriformes. Los machos pueden llegar alcanzar los 19,8 cm de longitud total. Se encuentra en Malasia, Singapur e Indonesia (Sumatra,  Java y Borneo ).